# Boechera hoffmannii
Boechera hoffmannii là một loài thực vật có hoa trong họ Cải. Loài này được (Munz) Al-Shehbaz mô tả khoa học đầu tiên năm 2003.